# Campeonato da Oceania Júnior de Atletismo de 1996
O Campeonato da Oceania Júnior de Atletismo de 1996 foi a 2ª edição da competição organizada pela Associação de Atletismo da Oceania para atletas com menos de 20 anos, classificados como júnior. O campeonato foi realizado em conjunto com o Campeonato da Oceania de Atletismo de 1996 entre os dias 28 a 30 de novembro de 1996. Teve como sede o estádio Townsville Sports Reserve, em Townsville, na Austrália, sendo disputadas 35 provas (18 masculino e 17 feminino). Teve como destaque a Austrália com 45 medalhas sendo 24 de ouro.

## Medalhistas
Os resultados completos podem ser encontrados conforme compilados por Bob Snow em Athletics Papua New Guinea,  na revista Athletics Weekly,  e na página da História do Atletismo Mundial Júnior. 

### Masculino
| Evento                      | Ouro                             | Ouro     | Prata                            | Prata    | Bronze                          | Bronze   |
| --------------------------- | -------------------------------- | -------- | -------------------------------- | -------- | ------------------------------- | -------- |
| 100 metros                  | Wagui Anau · Austrália           | 10.50    | Dallas Roberts · Nova Zelândia   | 10.85    | Ryan McCabe · Austrália         | 10.97    |
| 200 metros                  | Wagui Anau · Austrália           | 21.55 w  | Dallas Roberts · Nova Zelândia   | 21.70 w  | Jeffrey Bai · Papua-Nova Guiné  | 21.84 w  |
| 400 metros                  | Jeffrey Bai · Papua-Nova Guiné   | 49.48    | Clement Abai · Papua-Nova Guiné  | 49.99    | Henele Taliai · Tonga           | 50.21    |
| 800 metros                  | Mark Abercromby · Austrália      | 1:58.70  | Isaac Yaya · Polinésia Francesa  | 1:59.47  | Victor Anderson · Ilhas Salomão | 2:00.41  |
| 1 500 metros                | Chris Votu · Ilhas Salomão       | 4:09.57  | David Kanie · Papua-Nova Guiné   | 4:11.71  | Gerard Solomon · Vanuatu        | 4:18.32  |
| 5 000 metros                | David Kanie · Papua-Nova Guiné   | 15:57.49 | Chris Votu · Ilhas Salomão       | 16:11.31 | Gerard Solomon · Vanuatu        | 17:17.23 |
| 110 metros barreiras        | Graham Pether · Austrália        | 15.33    | Ah Chong Sam Chong · Samoa       | 15.47    | Joseph Rodan · Fiji             | 15.65    |
| 400 metros barreiras        | Kuripitone Betham · Samoa        | 55.49    | Julian Watt · Nova Zelândia      | 55.96    | Leroy Muriki · Papua-Nova Guiné | 56.71    |
| 3.000 metros com obstáculos | Chris Votu · Ilhas Salomão       | 10:12.64 | Joseph Nunua · Ilhas Salomão     | 11:26.22 | Frank Paaga · Samoa Americana   | 12:01.61 |
| 4×100 metros estafetas      | Austrália                        | 42.51    | Papua-Nova Guiné                 | 43.17    | Fiji                            | 43.23    |
| 4×400 metros estafetas      | Papua-Nova Guiné                 | 3:22.99  | Austrália                        | 3:27.07  | Samoa                           | 3:34.34  |
| Salto em altura             | Zane Dockray · Austrália         | 2.01     | Julien Jansen · Austrália        | 2.01     | Hapo Maliaki · Papua-Nova Guiné | 1.95     |
| Salto em comprimento        | Justin Griffiths · Austrália     | 7.02 w   | Wagui Anau · Austrália           | 6.90 w   | Patrick Fonoti · Samoa          | 6.84 w   |
| Salto triplo                | Josh Ferguson · Austrália        | 15.01 w  | Clinton Joyce · Austrália        | 14.78    | Fagamanu Sofai · Samoa          | 14.15    |
| Arremesso de peso           | Christopher Gaviglio · Austrália | 16.13    | Faleono Seve · Nova Zelândia     | 15.06    | Luke Poli · Austrália           | 14.71    |
| Lançamento de disco         | Luke Poli · Austrália            | 49.20    | Christopher Gaviglio · Austrália | 48.14    | Shaka Sola · Nova Zelândia      | 48.04    |
| Lançamento do martelo       | Faleono Seve · Nova Zelândia     | 44.30    | Daniel Goulding · Austrália      | 43.04    | Charles Winchester · Ilhas Cook | 30.40    |
| Lançamento do dardo         | Ashley Hollins · Austrália       | 60.68    | Blair Stewart · Nova Zelândia    | 59.30    | David Couper · Nova Zelândia    | 55.16    |

### Feminino
| Evento                 | Ouro                                               | Ouro    | Prata                              | Prata   | Bronze                             | Bronze   |
| ---------------------- | -------------------------------------------------- | ------- | ---------------------------------- | ------- | ---------------------------------- | -------- |
| 100 metros             | [Kate Smith · Austrália                            | 12.46   | Charlotte Hastings · Nova Zelândia | 12.50   | Carly Cairns · Austrália           | 12.51    |
| 200 metros             | Melissa Toigo · Austrália                          | 25.30   | Linda Ningo · Papua-Nova Guiné     | 27.23   | Jodie McCoy · Ilha Norfolk         | 27.44    |
| 400 metros             | Jennene Hansen · Austrália                         | 58.70   | Sally Ward · Nova Zelândia         | 59.50   | Jodie McCoy · Ilha Norfolk         | 65.93    |
| 800 metros             | Sally Ward · Nova Zelândia                         | 2:22.20 | Belinda Smith · Austrália          | 2:29.31 | Alicia Taia · Ilhas Cook           | 2:44.12  |
| 1 500 metros           | Anna Geise · Austrália                             | 4:33.85 | Sarah Biss · Nova Zelândia         | 4:43.67 | Alexis Gillham · Austrália         | 4:50.40  |
| 3 000 metros           | Sarah Biss · Nova Zelândia                         | 9:50.77 | Anna Geise · Austrália             | 9:51.83 | Alexis Gillham · Austrália         | 10:25.67 |
| 100 metros barreiras   | Charlotte Hastings · Nova Zelândia                 | 14.77 w | Alana Weir · Austrália             | 15.95 w |                                    |          |
| 400 metros barreiras   | Alana Weir · Austrália                             | 68.93   |                                    |         |                                    |          |
| 4×100 metros estafetas | Austrália                                          | 48.90   | Nova Zelândia                      | 52.56   |                                    |          |
| 4×400 metros estafetas | Austrália                                          | 3:57.10 | Nova Zelândia                      | 4:29.20 |                                    |          |
| Salto em altura        | Vicki Collins · Austrália Andrea Smith · Austrália | 1.74    |                                    |         | Erana Peeti · Nova Zelândia        | 1.50     |
| Salto em comprimento   | Melissa Toigo · Austrália                          | 5.77    | Andrea Smith · Austrália           | 5.67 w  | Charlotte Hastings · Nova Zelândia | 5.62 w   |
| Salto triplo           | Alana Weir · Austrália                             | 11.85 w | Erana Peeti · Nova Zelândia        | 11.45 w | Elizabeth Murphy · Austrália       | 10.86 w  |
| Arremesso de peso      | Alana Morley · Austrália                           | 11.98   | Joanne Morris · Austrália          | 11.89   | Hayley Wilson · Nova Zelândia      | 11.29    |
| Lançamento de disco    | Sharyn Tennent · Austrália                         | 38.44   | Helen Wallis · Austrália           | 36.84   | Belinda King · Nova Zelândia       | 31.68    |
| Lançamento do martelo  | Belinda King · Nova Zelândia                       | 47.38   | Sharyn Tennent · Austrália         | 41.38   | Michelle Phillips · Nova Zelândia  | 41.36    |
| Lançamento do dardo    | Hayley Wilson · Nova Zelândia                      | 46.96   | Joanne Tennent · Austrália         | 41.60   | Brooke Stevenson · Austrália       | 36.58    |

## Quadro de medalhas (não oficial)
| Ordem | País               | Medalha de ouro | Medalha de prata | Medalha de bronze | Total |
| ----- | ------------------ | --------------- | ---------------- | ----------------- | ----- |
| 1     | Austrália          | 24              | 14               | 7                 | 45    |
| 2     | Nova Zelândia      | 6               | 11               | 7                 | 24    |
| 3     | Papua-Nova Guiné   | 3               | 4                | 3                 | 10    |
| 4     | Ilhas Salomão      | 2               | 2                | 1                 | 5     |
| 5     | Samoa              | 1               | 1                | 3                 | 5     |
| 6     | Polinésia Francesa | 0               | 1                | 0                 | 1     |
| 7     | Ilhas Cook         | 0               | 0                | 2                 | 2     |
| 7     | Fiji               | 0               | 0                | 2                 | 2     |
| 7     | Ilha Norfolk       | 0               | 0                | 2                 | 2     |
| 7     | Vanuatu            | 0               | 0                | 2                 | 2     |
| 11    | Samoa Americana    | 0               | 0                | 1                 | 1     |
| 11    | Tonga              | 0               | 0                | 1                 | 1     |
| Total | Total              | 36              | 33               | 31                | 100   |

## Participantes (não oficial)
Uma contagem não oficial rende o número de cerca de 112 atletas de 16 nacionalidades.
| - Samoa Americana (5) - Austrália (34) - Ilhas Cook (5) - Fiji (5) - Guam (1) - Estados Federados da Micronésia (2) | - Nauru (6) - Nova Zelândia (14) - Ilha Norfolk (4) - Marianas Setentrionais (3) - Papua-Nova Guiné (11) | - Samoa (7) - Ilhas Salomão (7) - Polinésia Francesa (5) - Tonga (1) - Vanuatu (2) |